# Leib
Als Leib (von mittelhochdeutsch līp, „Leben, Leib, Körper“) bezeichnet man in Philosophie und Theologie den lebendigen Körper von Menschen oder Tieren. Mit der Rede vom Leib im Unterschied zum Körper können entweder eine besondere Steigerung des Körperlichen im metaphysischen Sinne (Theologie) oder Aspekte wie eine Selbstreferenz des Körpers auf den Körper gemeint sein (Philosophie).

## Theologie
Im theologischen Sinne wird mit der Rede vom Leib die Idee einer individuellen Verbindung aus Person und immaterieller Seele artikuliert, da der biologische Körper-Begriff nicht ausreicht, um einen Träger für diese Einheit zu bestimmen. Man spricht auch vom „beseelten Körper“.
Der Leib-Begriff ist im Christentum insbesondere bedeutend in Bezug auf den Leib Christi und den Ritus der Heiligen Kommunion. Im Pantheismus steht er dagegen für die bewusstseinsfähige Erscheinung eines universalen Geistes in der Natur.

## Philosophie
Philosophische Konzepte von Leiblichkeit beziehen sich vor allem auf den Zusammenhang von Körper und Bewusstsein. Sie sind „in der modernen Philosophie wichtig geworden aus Ungenügen an der traditionellen Zerlegung des Menschen in Körper und Seele (oder Geist, mentale Inhalte), wobei die Seele als Innenwelt abgesondert ist und mit der übrigen Welt nur durch den Körper zusammenhängt, während der Körper dem Bewussthaber zwar unmittelbar vor Augen steht, von diesem aber als Objekt der Betrachtung, Überlegung und Benutzung distanziert ist. [...] Man sucht im Menschen einen Treffpunkt für das unmittelbar Ergreifende“.
In diesem Sinne ist der Leib-Begriff vor allem wichtig in der Phänomenologie. Hier wird mit seiner Hilfe die Rolle des Körpergefühls für die Kognition im Allgemeinen und für die philosophische Reflexion im Speziellen thematisiert. Der Leib steht einerseits für den körperlichen Wirklichkeitsbezug des Subjekts, wird andererseits jedoch vom Begriff des Körpers abgegrenzt: Der Körper ist das, was objektiv erfasst und gemessen werden kann, während der Leib (als subjektiv gespürter Leib) derartigen Objektivierungsverfahren nicht zugänglich ist. Einen Körper hat man, während man Leib ist. Diese Leib-Körper-Differenz ist in neueren Diskussionen über Kultur-, Sozial- und Neurowissenschaft wieder vieldiskutiert.
Edmund Husserl spricht vom Leib als „Nullpunkt“ und beschreibt ihn als „merkwürdig unvollkommen konstituiertes Ding“, das nur aus der Ersten-Personen-Perspektive erfahren werden kann, sich zugleich aber einer vollständigen Erfassung entzieht. Er steht hier für die Selbstreferenz des Leibes auf den Leib, gewissermaßen für den praktisch-motorischen Vollzug des Lebens, als „Medium zur Welt“.
Fundamental ausgearbeitet, in Bezug gesetzt zur Naturwissenschaft und als Grundbegriff wertvoll für die Philosophie wurde der Leib-Begriff mit der Phänomenologie der Wahrnehmung von Maurice Merleau-Ponty. Man kann davon sprechen, dass die Phänomenologie sich für eine 'Leib-Körper-Differenz' starkmacht. Eine Phänomenologie der Leiblichkeit wurde im Anschluss an Merleau-Ponty im deutschen Sprachraum vor allem von Bernhard Waldenfels ausgearbeitet.
In der sogenannten Neuen Phänomenologie bezeichnet Hermann Schmitz den Leib als das, „was jemand in der Gegend (nicht immer in den Grenzen) seines Körpers von sich selbst, als zu sich selbst gehörig, spüren kann, ohne sich der fünf Sinne, namentlich des Sehens und Tastens, und des aus deren Erfahrung gewonnenen perzeptiven Körperschemas (der habituellen Vorstellung vom eigenen Körper) zu bedienen.“
Für Gernot Böhme ist der Leib ein „pathisches Phänomen, insofern wir uns als Leib selbst gegeben sind und insofern in uns leibliche Regungen aufsteigen.“ Pathisch heiße „allgemein, das was uns widerfährt.“ Allerdings ist laut Böhme der moderne Mensch von seinem Leib entfremdet. Durch die technische Zivilisation entgehe uns zum großen Teil das Menschsein.